# Henri Hyvernat
Henri Eugene Xavier Louis Hyvernat (30 de junio de 1858, Saint-Julien-en-Jarret, ahora parte de L'Horme, Departamento del Loira – 30 de mayo de 1941, Washington D. C.) fue un coptólogo, semitólogo y orientalista franco-estadounidense.

## Vida
Hyvnernat fue el quinto de los nueve hijos de Claude y M. Leonide (nacida Meyrieux) Hyvernat. Su padre era periodista en la Gazette de Lyon. Estudió en el Seminario de Saint Jean en Lyon y en la Universidad de Lyon. Entre 1882 y 1885, enseñó teología en la Universidad Pontificia de Roma.
En 1897 fue nombrado primer catedrático y director fundador del Departamento de Estudios Orientales en la Universidad Católica de América, en Washington D. C. El objeto de sus investigaciones fue la historia de la cristiandad oriental en la época antigua tardía, la Edad Media y la Edad Moderna.
Hyvernat adquirido una gran cantidad de materia bibliográfico, que en la actualidad constituye el núcleo de la biblioteca del Departamento de Lenguas y Literaturas Semitas y Egipcias y el Instituto de Investigación de l Cristiandad Oriental. 
Los trabajos de Hyvernat estuvieron vinculados a varios descubrimientos de documentos cristianos antiguos en Egipto durante el siglo XX, incluyendo la biblioteca copta del monasterio de San Miguel, cerca del actual al-Hamuli en la región egipcia de Fayum. Esta biblioteca cuenta con alrededor de 50 manuscritos de los siglos IX y X. En 1911, esta colección fue adquirida a solicitud de Hyvernat por el banquero Americano J. P. Morgan. Hyvernat pasó más de 30 años estudiando y catalogando la biblioteca copta. Una gran edición facsímil, Bybliothecae Pierpont Morgan Codice foto graphice expressi en 56 volúmenes en 63 partes (Roma, 1922), publicada bajo la dirección de Hyvernat sigue siendo hoy día una fuente esencial para los estudios coptos.

## Obras
- Album de Paleographie copte, pour servir a l' introduction aux actes des martyrs de l'Égypte, Leroux, Paris, 1888
- Les actes des martyrs de l'Égypte tirés des manuscrits Coptes Vaticanes et de la Bibliothèque du Musée Borgia, avec introd. et commentaires par Henri Hyvernat, Leroux, Paris, 1886
- Additis indicibus Totius operis, Corpus scriptorum Christianorum Orientalium; 125, Louvain, 1950